# Melichár Kálmán
Melichár Kálmán  (Kassa, 1856. október 19. – Budapest, 1945. december 15.) egyházjogász, államtitkár.

## Élete
Kassán és Budapesten tanult jogot. 1880-ban doktorált. Fogalmazóként, majd miniszteri államtitkárként dolgozott. 1918-ban ment nyugalomba.

## Művei
- A katonai lelkészet az osztrák-magyar monarchia közös hadseregében (haditengerészetnél) és a magyar királyi honvédségnél. Budapest, 1899
- Egyházi szervezet és vallásügyi igazgatás Magyarországon. Tankönyv a községi közigazgatási tanfolyam és kézikönyv a községi jegyzők részére. Budapest, 1902
- A katholikus autonómia Magyarországon, Budapest, 1907
- Egyház és véderő. Budapest, 1912 (különnyomat a Katolikus Szemléből)
- A dogma és a szertartás jogi szempontból. Budapest, 1914 (különnyomat a Religioból)
- A házasság a népesedési politikában. Budapest, 1916
- A püspöki primátus jogi állására vonatkozó rendszerek. Budapest, 1917
- A zsinatok. Budapest, 1932 (Szent István Könyvek 98.)